# Hrvatski malonogometni kup 2003./04.
Hrvatski malonogometni kup za sezonu 2003./04. je osvojio Orkan Valten Križevci iz Zagreba.

## Rezultati

### Šesnaestina završnice
| klub1                             | rez.             | klub2                            |
| Sjeverna skupina                  | Sjeverna skupina | Sjeverna skupina                 |
| --------------------------------- | ---------------- | -------------------------------- |
| Tehničar Požega                   | 3:17             | Orkan Valten Križevci (Zagreb)   |
| Elab Zagreb                       | 1:6              | Petar Rauch Zagreb               |
| Gabarit Osijek                    | 4:6              | Uspinjača Riva Grupa Zagreb      |
| Bijela Kuća Požega                | 9:11             | Petrinjčica (Petrinja)           |
| Renault Auto Krešo Krapina        | 2:6              | Sokoli Samobor                   |
| Gorica (Velika Gorica)            | 5:4              | Osijek                           |
| Silo Osijek                       | 5:10             | Novi Marof                       |
| Argus Slavonski Brod              | 7:3              | Virovotica                       |
|                                   |                  |                                  |
| Južna skupina                     |                  |                                  |
| Vrgorac                           | 2:4              | Split Gašperov                   |
| Inero Split                       | 8:9              | Square Dubrovnik                 |
| Gospić                            | 4:2              | Croatia EL Bakota Perković       |
| Sveti Ante Zadar                  | 2:5              | Split Ship Management            |
| Murter                            | 5:1              | Porto Tolero Ploče               |
| Gornji Kraj Crikvenica            | 4:1              | Elektroprijenos Split            |
| Polet Zablaće                     | 2:5              | Lika Šport (Lički Osik - Gospić) |
| Kijevo Karl Dietz (Kijevo - Knin) | 7:3              | Potpićan '90                     |

### Osmina završnice
| klub1                            | rez.             | klub2                             |
| Sjeverna skupina                 | Sjeverna skupina | Sjeverna skupina                  |
| -------------------------------- | ---------------- | --------------------------------- |
| Orkan Valten Križevci (Zagreb)   | 3:3 (4:3 pen)    | Gorica (Velika Gorica)            |
| Petar Rauch Zagreb               | 8:5              | Argus Slavonski Brod              |
| Uspinjača Riva Grupa Zagreb      | 4:1              | Novi Marof                        |
| Petrinjčica (Petrinja)           | 7:5              | Sokoli Samobor                    |
|                                  |                  |                                   |
| Južna skupina                    |                  |                                   |
| Split Gašperov                   | 3:2              | Gospić                            |
| Square Dubrovnik                 | 11:1             | Murter                            |
| Split Ship Management            | 9:2              | Gornji Kraj Crikvenica            |
| Lika Šport (Lički Osik - Gospić) | 4:3              | Kijevo Karl Dietz (Kijevo - Knin) |

### Četvrtzavršnica
| klub1                            | rez.             | klub2                          |
| Sjeverna skupina                 | Sjeverna skupina | Sjeverna skupina               |
| -------------------------------- | ---------------- | ------------------------------ |
| Petrinjčica (Petrinja)           | 3:5, 2:3         | Orkan Valten Križevci (Zagreb) |
| Uspinjača Riva Grupa Zagreb      | 7:7, 2:7         | Petar Rauch Zagreb             |
|                                  |                  |                                |
| Južna skupina                    |                  |                                |
| Lika Šport (Lički Osik - Gospić) | 7:13, 4:18       | Split Gašperov                 |
| Split Ship Management            | 2:1, 4:7         | Square Dubrovnik               |

### Završni turnir
Igran u Križevcima 5. i 6. lipnja 2004.
| klub1                          | rez.          | klub2                          |
| poluzavršnica                  | poluzavršnica | poluzavršnica                  |
| ------------------------------ | ------------- | ------------------------------ |
| Split Gašperov                 | 6:6 (1:2 pen) | Orkan Valten Križevci (Zagreb) |
| Petar Rauch Zagreb             | 3:7           | Square Dubrovnik               |
|                                |               |                                |
| za treće mjesto                |               |                                |
| Split Gašperov                 | 5:4           | Petar Rauch Zagreb             |
|                                |               |                                |
| za pobjednika                  |               |                                |
| Orkan Valten Križevci (Zagreb) | 6:2           | Square Dubrovnik               |